# Amt Wachsenburg
Amt Wachsenburg – gmina w Niemczech, w kraju związkowym Turyngia, w powiecie Ilm. Powstała 31 grudnia 2012 ze zlikwidowanej dzień wcześniej gminy Wachsenburggemeinde, której teren włączono do gminy Ichtershausen. Ichtershausen stał się dzielnicą (Ortsteil) nowo powstałej gminy.
1 stycznia 2019 do gminy przyłączono gminę Kirchheim, która stała się jej dzielnicą (Ortsteil). Do 30 grudnia 2019 dla gminy Rockhausen, Amt Wachsenburg pełniła funkcję "gminy realizującej" (niem. "erfüllende Gemeinde"), dzień później stała się również jej dzielnicą.